# Lírica cancioneril española
Se denomina habitualmente lírica cancioneril a la compuesta durante los siglos XIII a XVI y recopilada en antologías elaboradas por algún coleccionista de poemas denominadas cancioneros. 
Restrictivamente, el marbete «lírica cancioneril» designa en particular al tipo de lírica que se dio en Castilla durante el siglo XV principalmente.

## Definición
Los cancioneros son florilegios poéticos que reflejaban los gustos estéticos de los coleccionistas que los formaban. Algunas de esas colecciones llegaron a ser divulgadas por la imprenta, pero otras se han conservado en copias manuscritas.

## Clases de cancioneros
Los cancioneros podían elaborarse sobre un género literario, sobre un autor o sobre una temática determinada. A veces, incluso, reflejaban la producción de un círculo poético concreto, de una escuela o corriente estética o de una ciudad.
Algunos poseen la transcripción de la partitura musical que solía acompañar las canciones; otros no. Sea como fuere, son fuentes muy importantes para conocer no solo la lírica cortesana de esos siglos, sino también la popular y la tradicional
Los primeros cancioneros conocidos son antologías de poesía gallego portuguesa, de la que debió haber un gran caudal en los siglos XIII y XIV. A esta época pertenecen los tres más famosos e importantes:
- El Cancioneiro de Ajuda (editado por Carolina Michaëlis de Vasconcellos en 1904 y por Henry H. Carter en 1941).
- El Cancioneiro da Vaticana (editado por Teófilo Braga en 1878), que contiene un amplio corpus de cantigas de amigo.
- El Cancioneiro Colocci-Brancuti (editado por Molteni en 1880), así llamado por haber pertenecido al humanista del siglo XVI Angelo Colocci y haberse conservado códice en la Biblioteca del marqués de Brancuti. Como actualmente pertenece a la Biblioteca Nacional de Lisboa se le conoce también como Cancioneiro da Biblioteca Nacional. Contiene un tratado teórico en el que se distingue los tres principales tipos de lírica gallego portuguesa:
  - Cantigas de amor, en las que habla el caballero cuitado y enamorado. Es notable el influjo provenzal.
  - Cantigas de amigo, en las que habla la enamorada. Se consideran habitualmente las más poéticas e inspiradas y más cercanas a la tradición autóctona.
  - Cantigas de escarnio e maldecir, sátiras contra un personaje.

A ellos se puede añadir el Cancionero de Martín Codax, conocido también como Las siete canciones de amor, (editado por Vindel en Madrid, 1914).
Todos estos cancioneros muestran dos direcciones estéticas:
- La marcada por la influencia trovadoresco-provenzal sedimentada a través de las peregrinaciones a Santiago de Compostela y el afrancesamiento gallego desde los tiempos del obispo Gelmírez.
- La caracterizada por la lírica paralelística y de leixa-pren autóctona, más espontánea y por tanto más jugosa.

La primera tiene un valor fundamentalmente técnico y a ella responde principalmente el contenido del Cancionero de Ajuda y la obra de Pero Barroso, Alfonso X el Sabio, Fernán Gonçalves o Men Rodríguez Tenorio.
Al segundo tipo de inspiración pertenece la lírica popular representada por poetas como Joan Zorro, Pero Meogo, Ayras o Airas Nunes, el rey don Dionis, Martín Codax, Payo Gómez Chariño, Meendiño y Nuño Fernandes Torneol.

## Cancioneros castellanos

### Cancioneros generales
- El primer cancionero castellano que se conoce es el recogido por Juan Alonso de Baena entre 1445 y 1454 por encargo de Juan II de Castilla, muy amante de este tipo de literatura. Por eso es conocido como Cancionero de Baena, aunque algunos especialistas prefieren denominarlo como Cancionero de Villasandino, por ser este el poeta más ampliamente representado.
- Entre 1460 y 1463 se confecciona el Cancionero de Stúñiga, así llamado por ser Lope de Stúñiga el autor del primer poema antologado. En él se recoge la producción poética de la corte de Alfonso V de Nápoles y posee, entre otras singularidades, la de incluir algunos romances.
- Con todo, la colección más importante de poesía cancioneril del siglo XV, tanto por su cantidad como por la calidad de las piezas recogidas en la misma, es el Cancionero General, reunida por Hernando del Castillo y publicado por primera vez en Valencia en 1511. Contiene 1056 composiciones de poetas que, salvo una pequeña parte perteneciente a los reinados de Juan II y Enrique IV, corresponden a la época de los Reyes Católicos.
  - Con el Cancionero General está relacionado el Cancionero de Juan Fernández de Constantina, llamado Guirnalda esmaltada de galanes y eloquentes decires de diversos autores, el Dechado de galanes en castellano y el Espejo de enamorados.
  - En Portugal, y a imitación del Cancionero General de Hernando del Castillo, imprimió el portugués García de Resende su Cancioneiro Geral en 1516.
- Otros cancioneros castellanos son el Cancionero del Duque de Híjar, Cancionero de Gallardo, los dos Cancioneros del Museo Británico, el Cancionero de Salvá, el Cancionero de Herberay des Essarts, el de la Biblioteca Estense de Módena, los dos Cancioneros de la Biblioteca Real de Madrid, el Cancionero de la Biblioteca Colombina de Sevilla, el Cancionero de la Condesa de Castañeda, el Cancionero del Marqués de Barbará, el Cancionero Catalán de la Universidad de Zaragoza, el Cancionero de Martínez de Burgos, el Cancionero de Palacio.

### Cancioneros particulares
Se llaman así por estar consagrados a un solo poeta. Entre los muchos conservados, destacaremos los de Gómez Manrique, fray Ambrosio de Montesino, Garci Sánchez de Badajoz y Juan del Encina.

### Cancioneros musicales
Tienen la particularidad de que en ellos se conservan tanto la música como la letra de las composiciones antologadas. De entre ellos, reseñaremos el Cancionero de Palacio, el de la Colombina, y el Cancionero de Juan del Encina, ya citados, el Cancionero de Upsala (editado por R. Mitjana, Upsala, 1909), el de Elvas, el Cancionero de Segovia, y el del Duque de Medinaceli; el Libro de música de Luis Millán, el Libro de música de Diego Pisador, el Libro de música intitulado Orphenica lyra, de Miguel de Fuenllana, la Silva de Sirenas, de Enríquez de Valderrábano, el Delfín de música de Luis de Narváez o el Cancionero poético-musical del siglo XVII recogido por Claudio de la Sablorara.
A partir de mediados del siglo XVI se hicieron también cancioneros de romances que se conocen con nombre de Romanceros.